# Lee Hye-sun
Lee Hye-sun (kor.: 이혜순, ur. 12 czerwca 1983) – koreańska florecistka, brązowa medalistka mistrzostw świata.
Podczas mistrzostw świata w Katanii w 2011 roku Koreanki w składzie: Jeon Hee-sook, Nam Hyun-hee, Lee Hye-sun i Jung Gil-ok zdobyły brązowy medal w rywalizacji drużynowej. W turnieju indywidualnym zajęła tam 21. miejsce.
Nigdy nie wzięła udziału w igrzyskach olimpijskich.